# Kasika (dorp)

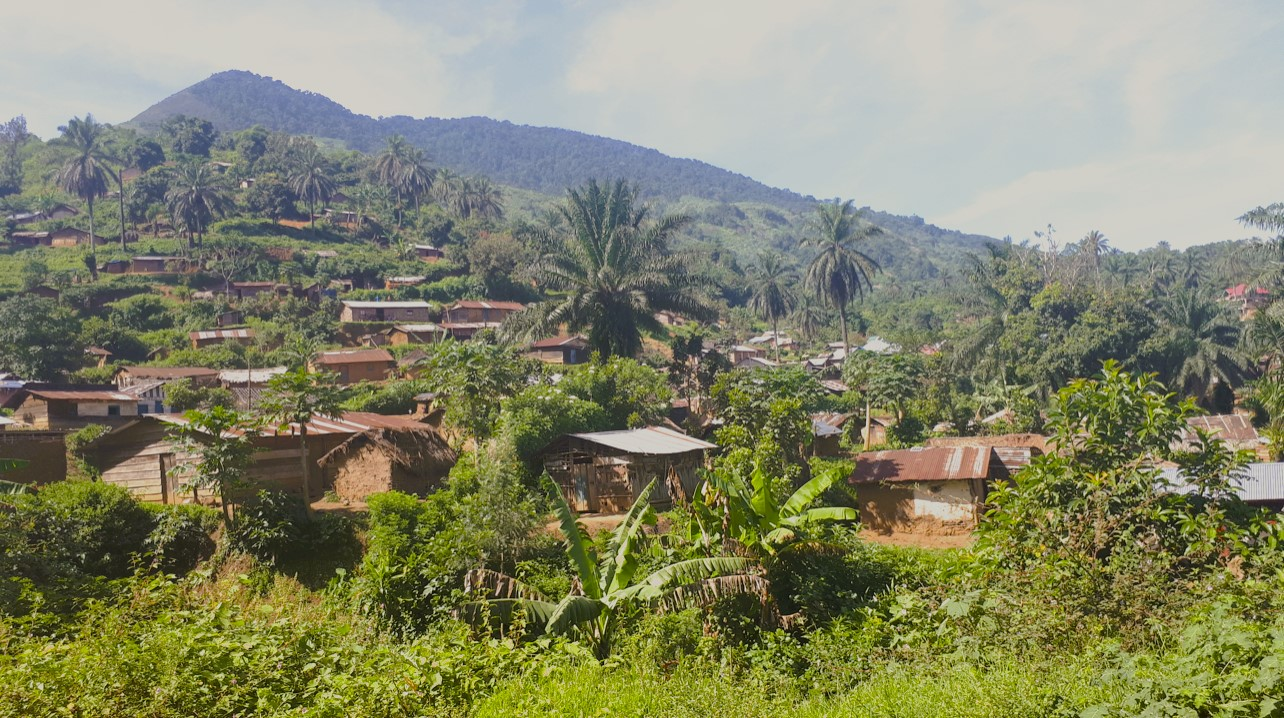
Het uitzicht vanuit het centrum van het dorp Kasika (maart 2023)

Kasika is een dorp gelegen in de chefferie Luindi van het territorium Mwenga in de provincie Zuid-Kivu, Democratische Republiek Congo. Het dorp bevindt zich op een hoogte van 965 meter boven zeeniveau, nabij Kihovu en Kahulile, op ongeveer 108 kilometer van Bukavu en vlak bij de grens met Rwanda. De omgeving bestaat uit clusters van lemen hutten die zich rond een katholieke parochie bevinden, gelegen op een heuvel met uitzicht op een vallei. Het was tevens de zetel van de koning van het Nyindu-volk, wiens residentie en kantoor zich op een heuvel tegenover de parochie bevonden. Deze bestonden uit imposante rode bakstenen gebouwen met keramische dakpannen, doorweven met wijnranken.
Kasika geldt als een van de welvarendere gebieden in de Democratische Republiek Congo (DRC), waarbij de goudwinning een substantiële bijdrage levert aan de lokale economie. Echter, ambachtelijke goudwinning en de bijbehorende handel gebeuren op semi-legale en illegale manier. Als resultaat van de illegale praktijken verlaat een groot deel van het gewonnen goud uit de streek van Kasika het land vaak richting Oeganda, maar ook naar Kenia, Rwanda, Burundi en naar verluidt vervolgens naar Dubai.
De regio staat in Congo bekend vanwege het bloedbad dat plaatsvond in 1998 tijdens de Tweede Congolese Burgeroorlog. De Congolese Rally voor Democratie, een gewapende groepering gesteund door Rwanda, pleegde hier en in de omgeving een reeks ernstige misdaden tegen de Congolese bevolking, waaronder liquidaties, willekeurige arrestaties en detenties, verdwijningen, intimidatie van mensenrechtenverdedigers, misbruik van vrouwen en de rekrutering van kindsoldaten.

## Geschiedenis
Tegen het einde van 1951, tijdens het Belgisch koloniale tijdperk in Congo, vestigde de Bantu-sprekende etnische groep van de Nyindu zich in het territorium Mwenga waar ook Shi, Bembe en Lega-Basimwenda leefden. Het  Nyindu-volk had nauwe banden met de Bembe en Lega, en sommigen waren sterk vermengd met jachtpopulaties van onduidelijke afkomst. In Kasika was de koning van het Nyindu-volk gevestigd. Echter, de regio kende talloze bevolkingsverschuivingen en herbergt groepen van verschillende herkomst die zij aan zij leefden in dezelfde dorpen: Nyindu, Lega, Bembe en Shi. De voornaamste activiteiten van deze gemeenschappen waren gebaseerd op landbouw, jacht, handel en veeteelt.

### Bloedbad van Kasika
Op 24 augustus 1998, tijdens de Tweede Congolese Burgeroorlog, voltrok zich een bloedbad in Kasika en de nabijgelegen dorpen. Volgens de Verenigde Naties verloren meer dan 1.000 mensen het leven door toedoen van rebellen van de Congolese Rally voor Democratie en Rwandese soldaten. Tussen de dorpen Kilungutwe en Kasika, langs de Kilungutwe-rivier, werden vooral vrouwen en kinderen slachtoffer. De gruweldaden omvatten verkrachting en liquidaties. In Kasika zelf werden meer dan driehonderd burgers meedogenloos omgebracht, waaronder de chef van Luindi, François Mubeza III.

## Economie
Landbouw vormt de pijler van de economie in het dorp Kasika en de bredere regio van Mwenga. Belangrijke gewassen die hier worden verbouwd zijn cassave, bonen, maïs en aardnoten, die goed gedijen in de lokale bodemomstandigheden van Mwenga.